# At-Tabaqa
At-Tabaqa (àrab: خربة الطبقه, Ḫirbat aṭ-Ṭabaqa) és una vila palestina de la governació d'Hebron, a Cisjordània, situada 7 kilòmetres a l'oest d'Hebron. Segons l'Oficina Central Palestina d'Estadístiques tenia 1.435 habitants el 2006.